# الصالحية القديمة
مدينة الصالحية القديمة هي إحدى المدن التابعة لمركز فاقوس في محافظة الشرقية في جمهورية مصر العربية. حسب إحصاءات سنة 2006، بلغ إجمالي السكان في الصالحية القديمة 36362 نسمة، منهم 18376 رجل و17986 امرأة.

## التاريخ
مدينة الصالحية القديمة من القرى القديمة، حيث حيث أسسها الملك الصالح نجم الدين أيوب سنة 644هـ، فوردت باسم «الصالحية» في أعمال الشرقية ضمن قرى الروك الناصري التي أحصاها ابن الجيعان في كتاب «التحفة السنية بأسماء البلاد المصرية». وفي العصر العثماني وردت باسم «الصالحية» في التربيع العثماني الذي أجراه الوالي العثماني سليمان باشا الخادم في عصر السلطان العثماني سليمان القانوني ضمن قرى ولاية الشرقية، وفي تاريخ 1228هـ/1813م الذي عدّ قرى مصر بعد المسح الذي قام به محمد علي باشا باسم «الصالحية» ضمن قرى مديرية الشرقية.